# Арне ле Дик
Арне ле Дик (фр. Arnay-le-Duc) насеље је и општина у источном делу централне Француске у региону Бургоња, у департману Златна обала која припада префектури Бон.
По подацима из 2011. године у општини је живело 1.585 становника, а густина насељености је износила 132,64 становника/km². Општина се простире на површини од 11,95 km². Налази се на средњој надморској висини од 375 метара (максималној 412 m, а минималној 328 m).

## Демографија
| 1962. | 1968. | 1975. | 1982. | 1990. | 1999. | 2011. |
| ----- | ----- | ----- | ----- | ----- | ----- | ----- |
| 2.018 | 2.232 | 2.456 | 2.334 | 2.040 | 1.829 | 1.585 |

График промене броја становника у току последњих година